# Oscar za najbolji originalni scenarij
Oscar za najbolji originalni scenarij (eng. Academy Award for Writing Original Screenplay) je Oscar za najbolji scenarij koji nije temeljen na prethodno objavljenom materijali. Prije 1940. postojao je Oscar za najbolju originalnu priču. Od iste godine te su dvije nagrade razdvojene u dvije kategorije. Počevši s dodjelom Oscara 1957., dvije su kategorije kombinirane kako bi se odala počast samo scenariju.

## 1940-e
| Godina | Film Dobitnik                                   | Nominirani |
| ------ | ----------------------------------------------- | --- |
| 1940.  | Veliki McGinty – Preston Sturges                | Anđeli iznad Broadwaya – Ben Hecht Čarobni metak dr. Ehrlicha – Norman Burnside, Heinz Herald, John Huston Strani dopisnik – Charles Bennett Veliki diktator – Charlie Chaplin                                                  |
| 1941.  | Građanin Kane – Herman Mankiewicz, Orson Welles | Narednik York – Harry Chandlee, Abem Finkel, John Huston, Howard Koch Tall, Dark and Handsome – Karl Tunberg, Darrell Ware Tom, Dick i Harry – Paul Jarrico Vrag i gospođica Jones – Norman Krasna                              |
| 1942.  | Žena godine – Michael Kanin, Ring Lardner Jr.   | Cesta za Maroko – Frank Butler, Don Hartman One of Our Aircraft is Missing – Micheal Powell, Emeric Pressburger Rat protiv gospođe Hadley – George Oppenheimer Wake Island – W. R. Burnett, Frank Butler                        |
| 1943.  | Princeza O'Rourke – Norman Krasna               | Air Force – Dudley Nichols Borimo se na moru – Noel Coward So Proudly We Hail! – Allan Scott Zvijezda sjevernjača – Lillian Hellman                                                                                             |
| 1944.  | Wilson – Lamar Trotti                           | Dvije djevojke i mornar – Richard Connell, Glays Lehman The Miracle of Morgan's Creek – Preston Sturges Pozdrav junaku – Preston Sturges Wing and a Prayer – Jerome Cady                                                        |
| 1945.  | Marie-Louise – Richard Schweizer                | Dillinger – Philip Yordan Glazba za milijune – Myles Connolly Salty O'Rourke – Milton Holmes What Next, Corporal Hargrove? – Harry Kurnitz                                                                                      |
| 1946.  | Sedmi veo – Robert Sherwood                     | Djeca raja – Jacques Prévert Ozloglašena – Ben Hecht Plava dalija – Raymond Chandler Put u utopiju – Norman Panama, Melvin Frank                                                                                                |
| 1947.  | Neženja i Bobby Soxer – Sidney Sheldon          | Dvostruki život – Ruth Gordon, Garson Kanin Gospodin Verdoux – Charlie Chaplin Shoeshine – Sergio Amidei, Adolfo Franci, C. G. Viola, Cesare Zavattini Tijelo i duša – Abraham Polonsky                                         |
| 1948.  | nagrada nije dodijeljena                        | |
| 1949.  | Bojište – Robert Pirosh                         | Jolson ponovno pjeva – Sidney Buchman Mirni dječak – Helen Levitt, Janice Loeb, Sidney Meyers Paisà – Alfred Hayes, Federico Fellini, Sergio Amidei, Marcello Pagliero, Roberto Rossellini Putovnica za Pimlico – T.E.B. Clarke |

## 1950-e
| Godina | Film Dobitnik                                                                           | Nominirani |
| ------ | --------------------------------------------------------------------------------------- | --- |
| 1950.  | Bulevar sumraka – Charles Brackett, D.M. Marshman, Jr., Billy Wilder                    | Adamovo rebro – Ruth Gordon, Garson Kanin Bez izlaza – Joseph L. Mankiewicz, Lesser Samuels Caged – Virginia Kellogg, Bernard C. Schoenfeld Ljudi – Carl Foreman                                                                          |
| 1951.  | Amerikanac u Parizu – Alan Jay Lerner                                                   | Ace in the Hole – Billy Wilder, Lesser Samuels, Walter Newman David i Bathsheba – Philip Dunne Go for Broke! – Robert Pirosh Vrelo – Clarence Greene, Russell Rouse                                                                       |
| 1952.  | Banda s Lavender Hilla – T.E.B. Clarke                                                  | The Atomic City – Sydney Boehm Pat i Mike – Ruth Gordon, Garson Kanin Viva Zapata! – John Steinbeck Zvučna barijera – Terence Rattigan |
| 1953.  | Titanic – Charles Brackett, Richard Breen, Walter Reisch                                | The Band Wagon – Betty Comden, Adolph Green The Naked Spur – Sam Rolfe, Harold Jack Bloom Pustinjski štakori – Richard Murphy Take the High Ground! – Millard Kaufman                                                                     |
| 1954.  | Na dokovima New Yorka – Budd Schulberg                                                  | Bosonoga kontesa – Joseph L. Mankiewicz Genevieve – William Rose Knock on Wood – Norman Panama, Melvin Frank Priča o Glennu Milleru – Valentine Davies, Oscar Brodney                                                                     |
| 1955.  | Prekinuta melodija – Sonya Levien, William Ludwig                                       | It's Always Fair Weather – Betty Comden, Adolph Green Praznik gospodina Hulota – Jacques Tati, Henri Marquet The Seven Little Foys – Melville Shavelson, Jack Rose Suđenje Billyju Mitchellu – Milton Sperling, Emmet Lavery              |
| 1956.  | Crveni balon – Albert Lamorisse                                                         | The Bold and the Brave – Robert Lewin Julie – Andrew L. Stone The Ladykillers – William Rose Ulica – Federico Fellini, Tullio Pinelli |
| 1957.  | Designing Woman – George Wells                                                          | Čovjek s tisuću lica – Ralph Wheelwright, R. Wright Campbell, Ivan Goff, Ben Roberts I Vitelloni – Federico Fellini, Ennio Flaiano, Tullio Pinelli Smiješno lice – Leonard Gershe The Tin Star – Barney Slater, Joel Kane, Dudley Nichols |
| 1958.  | Bijeg u lancima – Nathan E. Douglas, Harold Jacob Smith                                 | Božica – Paddy Chayefsky Houseboat – Melville Shavelson, Jack Rose Ovčar – James Edward Grant, William Bowers Učiteljev ljubimac – Fay Kanin, Michael Kanin                                                                               |
| 1959.  | Šaputanja na jastuku – Clarence Greene, Maurice Richlin, Russell Rouse, Stanley Shapiro | The 400 Blows – François Truffaut, Marcel Moussy Divlje jagode – Ingmar Bergman Operacija podsuknja – Paul King, Joseph Stone, Stanley Shapiro, Maurice Richlin Sjever-sjeverozapad – Ernest Lehman                                       |

## 1960-e
| Godina | Film Dobitnik                                                                                      | Nominirani |
| ------ | -------------------------------------------------------------------------------------------------- | --- |
| 1960.  | Apartman – I.A.L. Diamond, Billy Wilder                                                            | The Angry Silence – Scenarij: Bryan Forbes; Priča: Richard Gregson, Michael Craig Hiroshima, mon amour – Marguerite Duras Nikad nedjeljom – Jules Dassin Životne činjenice – Norman Panama, Melvin Frank |
| 1961.  | Sjaj u travi – William Inge                                                                        | Balada o vojniku – Valentin Yoshov, Grigori Chukhrai General Della Rovere – Sergio Amidei, Diego Fabbi, Indro Montanelli Lover Come Back – Stanley Shapiro, Paul Henning Slatki život – Federico Fellini, Tullio Pinelli, Ennio Flaiano, Brunello Rondi                                                                                    |
| 1962.  | Razvod na talijanski način – Ennio de Concini, Pietro Germi, Alfredo Giannetti                     | Freud – Priča: Charles Kaufman; Scenarij: Charles Kaufman, Wolfgang Reinhardt Kroz tamno ogledalo – Ingmar Bergman Last Year at Marienbad – Alain Robbe-Grillet That Touch of Mink – Stanley Shapiro, Nate Monaster |
| 1963.  | Kako je osvojen Zapad – James Webb                                                                 | 8½ – Federico Fellini, Ennio Flaiano, Tullio Pinelli, Brunello Rondi Amerika, Amerika – Elia Kazan Četiri dana u Napulju – Priča: Pasquale Festa Campanile, Massimo Franciosa, Nanni Loy, Vasco Pratolini; Scenarij: Carlo Bernari, Massimo Franciosa, Pasquale Festa Campanile, Nanni Loy Love with the Proper Stranger – Arnold Schulman |
| 1964.  | Father Goose – Peter Stone, Frank Tarloff                                                          | A Hard Day's Night – Alun Owen Organizator – Age Monicelli, Scarpelli Monicelli, Mario Monicelli Jedan krumpir, dva krumpira – Scenarij: Raphael Hayes; Priča: Orville H. Hampton Taj čovjek iz Rija – Jean-Paul Rappeneau, Ariane Mnouchkine, Daniel Boulanger, Philippe de Broca                                                         |
| 1965.  | Darling – Frederic Raphael                                                                         | Casanova '70 – Age Monicelli, Scarpelli Monicelli, Mario Monicelli, Tonino Guerra, Giorgio Salvioni, Suso Cecchi D'Amico Those Magnificent Men in Their Flying Machines – Jack Davies, Ken Annakin The Umbrellas of Cherbourg – Jacques Demy Vlak – Franklin Coen, Frank Davis                                                             |
| 1966.  | Jedan muškarac i jedna žena – Priča: Claude Lelouch; Scenarij: Claude Lelouch, Pierre Uytterhoeven | Khartoum – Robert Ardrey Kolačić sreće – Billy Wilder, I.A.L. Diamond The Naked Prey – Clinkt Johnston, Don Peters Uvećanje – Priča: Michelangelo Antonioni; Scenarij: Michelangelo Antonioni, Tonino Guerra, Edward Bond |
| 1967.  | Pogodi tko dolazi na večeru – William Rose                                                         | Bonnie i Clyde – David Newman, Robert Benton La Guerre Est Finie – Jorge Semprún Razvod na američki način – Priča: Robert Kaufman; Scenarij: Norman Lear Two for the Road – Frederic Raphael |
| 1968.  | Producenti – Mel Brooks                                                                            | 2001: Odiseja u svemiru – Stanley Kubrick, Arthur C. Clarke Bitka za Alžir – Franco Solinas, Gillo Pontecorvo Lica – John Cassavetes Vrući milijuni – Iro Wallach, Peter Ustinov |
| 1969.  | Butch Cassidy i Sundance Kid – William Goldman                                                     | Bob i Carol i Ted i Alice – John Hale, Bridget Boland, Richard Sokolove Divlja horda – Priča: Walon Green, Roy N. Sickner; Scenarij: Walon Green, Sam Peckinpah Goli u sedlu – Peter Fonda, Dennis Hopper, Terry Southern Prokleti – Priča: Nicola Badalucco; Scenarij: Nicola Badalucco, Enrico Medioli, Luchino Visconti                 |

## 1970-e
| Godina | Film Dobitnik                                                                | Nominirani |
| ------ | ---------------------------------------------------------------------------- | --- |
| 1970.  | Patton – Francis Ford Coppola, Edmund North                                  | Joe – Norman Wexler Ljubavna priča – Erich Segal My Night at Maud's – Éric Rohmer Pet lakih komada – Scenarij: Adrien Joyce; Priča: Adrien Joyce, Bob Rafelson                                                   |
| 1971.  | Bolnica – Paddy Chayefsky                                                    | Investigation of a Citizen Above Suspicion – Elio Petri, Ugo Pirro Klute – Andy Lewis, Dave Lewis Ljeto '42. – Herman Raucher Nedjelja, krvava nedjelja – Penelope Gilliatt                                      |
| 1972.  | Kandidat – Jeremy Larner                                                     | Dama pjeva blues – Terrence McCloy, Chris Clark, Suzanne de Passe Diskretni šarm buržoazije – Luis Buñuel, Jean-Claude Carrière Mladi Winston – Carl Foreman Murmur of the Heart – Louis Malle                   |
| 1973.  | Žalac – David S. Ward                                                        | Američki grafiti – George Lucas, Gloria Katz, Willard Huyck Krici i šaputanja – Ingmar Bergman A Touch of Class – Melvin Frank, Jack Rose Spasite tigra – Steve Shagan                                           |
| 1974.  | Kineska četvrt – Robert Towne                                                | Alice više ne stanuje ovdje – Robert Getchell Američka noć – François Truffaut, Jean-Louis Richard, Suzanne Schiffman Harry i Tonto – Paul Mazursky, Josh Greenfeld Prisluškivanje – Francis Ford Coppola        |
| 1975.  | Pasje poslijepodne – Frank Pierson                                           | Amarcord – Federico Fellini, Tonino Guerra And Now My Love – Claude LeLouch, Pierre Uytterhoeven Holivudski frizer – Robert Towne, Warren Beatty Lies My Father Told Me – Ted Allan                              |
| 1976.  | TV mreža – Paddy Chayefsky                                                   | The Front – Walter Bernstein Rocky – Sylvester Stallone Rođak, rođakinja – Priča i scenarij: Jean-Charles Tacchella; Adaptacija: Daniele Thompson Sedam ljepotica – Lina Wertmüller                              |
| 1977.  | Annie Hall – Woody Allen, Marshall Brickman                                  | Djevojka za zbogom – Neil Simon The Late Show – Robert Benton Zvjezdani ratovi, Epizoda 4: Nova nada – George Lucas Životna prekretnica – Arthur Laurents                                                        |
| 1978.  | Povratak veterana – Scenarij: Robert C. Jones, Waldo Salt; Priča: Nancy Dowd | An Unmarried Woman – Paul Mazursky Interijeri – Woody Allen Jesenja sonata – Ingmar Bergman Lovac na jelene – Scenarij: Deric Washburn; Priča: Michael Cimino, Deric Washburn, Louis Garfinkle, Quinn K. Redeker |
| 1979.  | Četiri mangupa – Steve Tesich                                                | ...I pravda za sve – Valerie Curtin, Barry Levinson Kineski sindrom – Mike Gray, T.S. Cook, James Bridges Manhattan – Woody Allen, Marshall Brickman Sav taj jazz – Robert Alan Aurthur, Bob Fosse               |

## 1980-e
| Godina | Film Dobitnik                                                                                         | Nominirani |
| ------ | --- | --- |
| 1980.  | Melvin i Howard – Bo Goldman                                                                          | Brubaker – Scenarij: W. D. Richter; Priča: Arthur Ross, W.D. Richter Moj ujak iz Amerike – Jean Gruault, Henri Laborit Slava – Christopher Gore Vojnik Benjamin – Nancy Meyers, Charles Shyer, Harvey Miller                                                                                        |
| 1981.  | Vatrene kočije – Colin Welland                                                                        | Arthur – Steve Gordon Atlantic City – Jay Presson Allen, Sidney Lumet Bez zlobe – Kurt Luedtke Crveni – Warren Beatty, Trevor Griffiths |
| 1982.  | Gandhi – John Briley                                                                                  | E.T. – Melissa Mathison Časnik i gospodin – Douglas Day Stewart Restoran – Barry Levinson Tootsie – Scenarij: Larry Gelbart, Murray Schisgal; Priča: Don McGuire, Larry Gelbart |
| 1983.  | Nježno milosrđe – Horton Foote                                                                        | Fanny i Alexander – Ingmar Bergman Silkwood – Nora Ephron, Alice Arlen Ratne igre – Lawrence Lasker, Walter F. Parkes Velika jeza – Lawrence Kasdan, Barbara Benedek |
| 1984.  | Mjesto u srcu – Robert Benton                                                                         | Broadway Danny Rose – Woody Allen El Norte – Gregory Nava, Anna Thomas Policajac s Beverly Hillsa – Scenarij: Daniel Petrie, Jr.; Priča: Danilo Bach, Daniel Petrie, Jr. Splash – Scenarij: Lowell Ganz, Babaloo Mandel, Bruce Jay Friedman; Priča u filmu: Bruce Jay Friedman; Priča: Brian Grazer |
| 1985.  | Svjedok – Scenarij: William Kelley, Earl Wallace; Priča: William Kelley, Pamela Wallace, Earl Wallace | Brazil – Terry Gilliam, Tom Stoppard, Charles McKeown Grimizna ruža Kaira – Woody Allen Povratak u budućnost – Robert Zemeckis, Bob Gale Službena priča – Luis Puenzo, Aida Bortnik |
| 1986.  | Hannah i njezine sestre – Woody Allen                                                                 | Krokodil Dundee – Scenarij: Paul Hogan, Ken Shadie, John Cornell; Priča: Paul Hogan Moja lijepa praonica – Hanif Kureishi Salvador – Oliver Stone, Richard Boyle Vod smrti – Oliver Stone |
| 1987.  | Začarana mjesecom – John Patrick Shanley                                                              | Dani radija – Woody Allen Doviđenja djeco – Louis Malle Nada i slava – John Boorman TV Dnevnik – James L. Brooks |
| 1988.  | Kišni čovjek – Ronald Bass, Barry Morrow                                                              | Bull Durham – Ron Shelton Na kraju snaga – Naomi Foner Gyllenhaal Riba zvana Wanda – Scenarij: John Cleese; Priča: John Cleese, Charles Crichton Veliki – Gary Ross, Anne Spielberg |
| 1989.  | Društvo mrtvih pjesnika – Tom Schulman                                                                | Kad je Harry sreo Sally – Nora Ephron Seks, laži i videovrpce – Steven Soderbergh Učini pravu stvar – Spike Lee Zločini i prekršaji – Woody Allen |

## 1990-e
| Godina | Film Dobitnik                                                                    | Nominirani |
| ------ | -------------------------------------------------------------------------------- | --- |
| 1990.  | Duh – Bruce Rubin                                                                | Alice – Woody Allen Avalon – Barry Levinson Metropolitan – Whit Stillman Zelena karta – Peter Weir |
| 1991.  | Thelma i Louise – Callie Khouri                                                  | Bugsy – James Toback Grand Canyon – Lawrence Kasdan, Meg Kasdan Kralj ribara – Richard LaGravenese Žestoki momci – John Singleton |
| 1992.  | Plačljiva igra – Neil Jordan                                                     | Lorenzovo ulje – George Miller, Nick Enright Muževi i žene – Woody Allen Nepomirljivi – David Peoples Passion Fish – John Sayles |
| 1993.  | Glasovir – Jane Campion                                                          | Dave – Gary Ross Na vatrenoj liniji – Jeff Maguire Philadelphia – Ron Nyswaner Romansa u Seattleu – Scenarij: Nora Ephron, David S. Ward, Jeff Arch; Priča: Jeff Arch |
| 1994.  | Pakleni šund – Scenarij: Quentin Tarantino; Priča Roger Avary, Quentin Tarantino | Četiri vjenčanja i sprovod – Richard Curtis Metci iznad Broadwaya – Woody Allen, Douglas McGrath Nebeska stvorenja – Fran Walsh, Peter Jackson Tri boje: Crveno – Krzysztof Piesiewicz, Krzysztof Kieślowski                                                                 |
| 1995.  | Privedite osumnjičene – Christopher McQuarrie                                    | Hrabro srce – Randall Wallace Moćna Afrodita – Woody Allen Nixon – Stephen J. Rivele, Christopher Wilkinson, Oliver Stone Priča o igračkama – Scenarij: Joss Whedon, Andrew Stanton, Joel Cohen, Alec Sokolow; Priča: John Lasseter, Peter Docter, Andrew Stanton, Joe Ranft |
| 1996.  | Fargo – Ethan Coen, Joel Coen                                                    | Jerry Maguire – Cameron Crowe Sjaj – Scenarij: Jan Sardi; Priča: Scott Hicks Tajne i laži – Mike Leigh Usamljena zvijezda – John Sayles |
| 1997.  | Dobri Will Hunting – Ben Affleck, Matt Damon                                     | Bolje ne može – Scenarij Mark Andrus, James L. Brooks; Priča: Mark Andrus Kralj pornića – Paul Thomas Anderson Razarajući Harry – Woody Allen Skidajte se do kraja – Simon Beaufoy                                                                                           |
| 1998.  | Zaljubljeni Shakespeare – Marc Norman, Tom Stoppard                              | Bulworth – Warren Beatty, Jeremy Pikser Trumanov Show – Andrew Niccol Spašavanje vojnika Ryana – Robert Rodat Život je lijep – Vincenzo Cerami, Roberto Benigni |
| 1999.  | Vrtlog života – Alan Ball                                                        | Biti John Malkovich – Charlie Kaufman Magnolija – Paul Thomas Anderson Šesto čulo – M. Night Shyamalan Topsy-Turvy – Mike Leigh |

## 2000-e
| Godina | Film Dobitnik                                                                                         | Nominirani |
| ------ | --- | --- |
| 2000.  | Korak do slave – Cameron Crowe                                                                        | Billy Elliot – Lee Hall Erin Brockovich – Susannah Grant Gladijator – David Franzoni, John Logan, William Nicholson Računaj na mene – Kenneth Lonergan                                                  |
| 2001.  | Gosford Park – Julian Fellowes                                                                        | Amelie – Guillaume Laurant, Jean-Pierre Jeunet Memento – Christopher Nolan, Jonathan Nolan Monster's Ball – Milo Addica, Will Rokos Obitelj čudaka – Wes Anderson, Owen Wilson                          |
| 2002.  | Pričaj s njom – Pedro Almodóvar                                                                       | Bande New Yorka – Jay Cocks, Steven Zaillian, Kenneth Lonergan Daleko od raja – Todd Haynes I tvoju mamu također – Carlos Cuarón, Alfonso Cuarón Moje grčko vjenčanje – Nia Vardalos                    |
| 2003.  | Izgubljeni u prijevodu – Sofia Coppola                                                                | Barbarske invazije – Denys Arcand Potraga za Nemom – Andrew Stanton, Bob Peterson, David Reynolds San o Americi – Jim Sheridan, Naomi Sheridan, Kirsten Sheridan Slatke, prljave stvari – Steven Knight |
| 2004.  | Vječni sjaj nepobjedivog uma – Charlie Kaufman; Priča: Charlie Kaufman, Michel Gondry, Pierre Bismuth | Avijatičar – John Logan Hotel Ruanda – Keir Pearson, Terry George Izbavitelji – Brad Bird Vera Drake – Mike Leigh                                                                                       |
| 2005.  | Fatalna nesreća – Paul Haggis, Robert Moresco                                                         | Laku noć i sretno – George Clooney, Grant Heslov The Squid and the Whale – Noah Baumbach Syriana – Stephen Gaghan Završni udarac – Woody Allen                                                          |
| 2006.  | Mala Miss Amerike – Michael Arndt                                                                     | Babel – Guillermo Arriaga Kraljica – Peter Morgan Panov labirint – Guillermo del Toro Pisma s Iwo Jime – Scenarij: Iris Yamashita; Radnja: Iris Yamashita, Paul Haggis                                  |
| 2007.  | Juno – Diablo Cody                                                                                    | Juhu-hu – Brad Bird Lars ima curu – Nancy Oliver Michael Clayton – Tony Gilroy Obitelj Savage – Tamara Jenkins                                                                                          |
| 2008.  | Milk – Dustin Lance Black                                                                             | Kriminalci na godišnjem – Martin McDonagh Samo bez brige – Mike Leigh Smrznuta rijeka – Courtney Hunt WALL-E – Andrew Stanton, Pete Docter, Jim Reardon                                                 |
| 2009.  | Narednik James – Mark Boal                                                                            | Glasnik - Alessandro Camon & Oren Moverman Nebesa - Bob Peterson, Pete Docter Nemilosrdni gadovi - Quentin Tarantino Ozbiljan čovjek - Joel Coen & Ethan Coen                                           |

## 2010-e
| Godina | Film Dobitnik                                                                                  | Nominirani |
| ------ | ---------------------------------------------------------------------------------------------- | --- |
| 2010.  | Kraljev govor – David Seidler                                                                  | Još jedna godina – Mike Leigh Boksač – Scott Silver, Paul Tamasy, Eric Johnson, Keith Dorrington Početak – Christopher Nolan Djeca su dobro – Lisa Cholodenko, Stuart Blumberg                                                                      |
| 2011.  | Ponoć u Parizu – Woody Allen                                                                   | Nader i Simin se rastaju – Asghar Farhadi Djeveruše – Kristen Wiig i Annie Mumolo Umjetnik – Michel Hazanavicius Crni ponedjeljak – J.C. Chandor |
| 2012.  | Odbjegli Django – Quentin Tarantino                                                            | Ljubav – Michael Haneke Let – John Gatins Kraljevstvo izlazećeg mjeseca – Wes Anderson i Roman Coppola Zero Dark Thirty – Mark Boal |
| 2013.  | Ona – Spike Jonze                                                                              | Američki varalice – Eric Warren Singer i David O. Russell Jasmine French – Woody Allen Dobri dileri iz Dallasa – Craig Borten i Melisa Wallack Nebraska – Bob Nelson                                                                                |
| 2014.  | Birdman – Alejandro González Iñárritu, Nicolás Giacobone, Alexander Dinelaris Jr. i Armando Bo | Odrastanje – Richard Linklater Foxcatcher: Priča koja je šokirala svijet – E. Max Frye i Dan Futterman Hotel Grand Budapest – Wes Anderson i Hugo Guinness Noćne kronike – Dan Gilroy                                                               |
| 2015.  | Spotlight – Tom McCarthy i Josh Singer                                                         | Most špijuna – Matt Charman, Joel Coen i Ethan Coen Ex Machina – Alex Garland Izvrnuto obrnuto – Josh Cooley, Ronnie del Carmen, Pete Docter i Meg LeFauve Straight Outta Compton – Andrea Berloff, Jonathan Herman, S. Leigh Savidge i Alan Wenkus |
| 2016.  | Manchester by the Sea – Kenneth Lonergan                                                       | Žena dvadesetog stoljeća – Mike Mills Sve ili ništa – Taylor Sheridan La La Land – Damien Chazelle Jastog – Yorgos Lanthimos i Efthimis Filippou |
| 2017.  | Bježi! – Jordan Peele                                                                          | Lady Bird – Greta Gerwing Moja ljubavna priča – Kumail Nanjilani i Emily V. Gordon Oblik vode – Guillermo del Toro i Vanessa Taylor Tri plakata izvan grada – Martin McDonagh                                                                       |
| 2018.  | Zelena knjiga: Vodič za život – Nick Vallelonga, Brian Hayes Currie i Peter Farrelly           | First Reformed – Paul Schrader Miljenica – Deborah Davis i Tony McNamara Roma – Alfonso Cuarón Čovjek iz sjene – Adam McKay |
| 2019.  | Parazit – Bong Joon Ho i Jin Won Han                                                           | 1917 – Sam Mendes i Krysty Wilson-Cairns Bilo jednom... u Hollywoodu – Quentin Tarantino Nož u leđa – Rian Johnson Priča o braku – Noah Baumbach |

## 2020-e
| Godina        | Film Dobitnik                                       | Nominirani |
| ------------- | --------------------------------------------------- | --- |
| 2020. / 2021. | Djevojka koja obećava – Emerald Fennell             | Juda i crni mesija – Will Berson i Shaka King Minari – Lee Isaac Chung Zvuk metala – Abraham Marder i Darius Marder Čikaška sedmorka – Aaron Sorkin |
| 2021.         | Belfast – Kenneth Branagh                           | Ne gledaj gore – Adam McKay Kralj Richard – Zach Baylin Licorice Pizza – Paul Thomas Anderson Najgora osoba na svijetu – Joachim Trier i Eskil Vogt |
| 2022.         | Sve u isto vrijeme – Daniel Kwan i Daniel Scheinert | Duhovi otoka – Martin McDonagh Fabelmanovi – Steven Spielberg i Tony Kushner Tár – Todd Field Trokut tuge – Ruben Östlund                           |
| 2023.         | Anatomija pada – Arthur Harari i Justine Triet      | The Holdovers – David Hemingson Maestro – Bradley Cooper i Josh Singer Svibanj prosinac – Samy Burch Prošli životi – Celine Song                    |

## Vanjske poveznice
- Scenariji nagrađeni Oscarom 1928. – 2005.